# Rofener Eissee

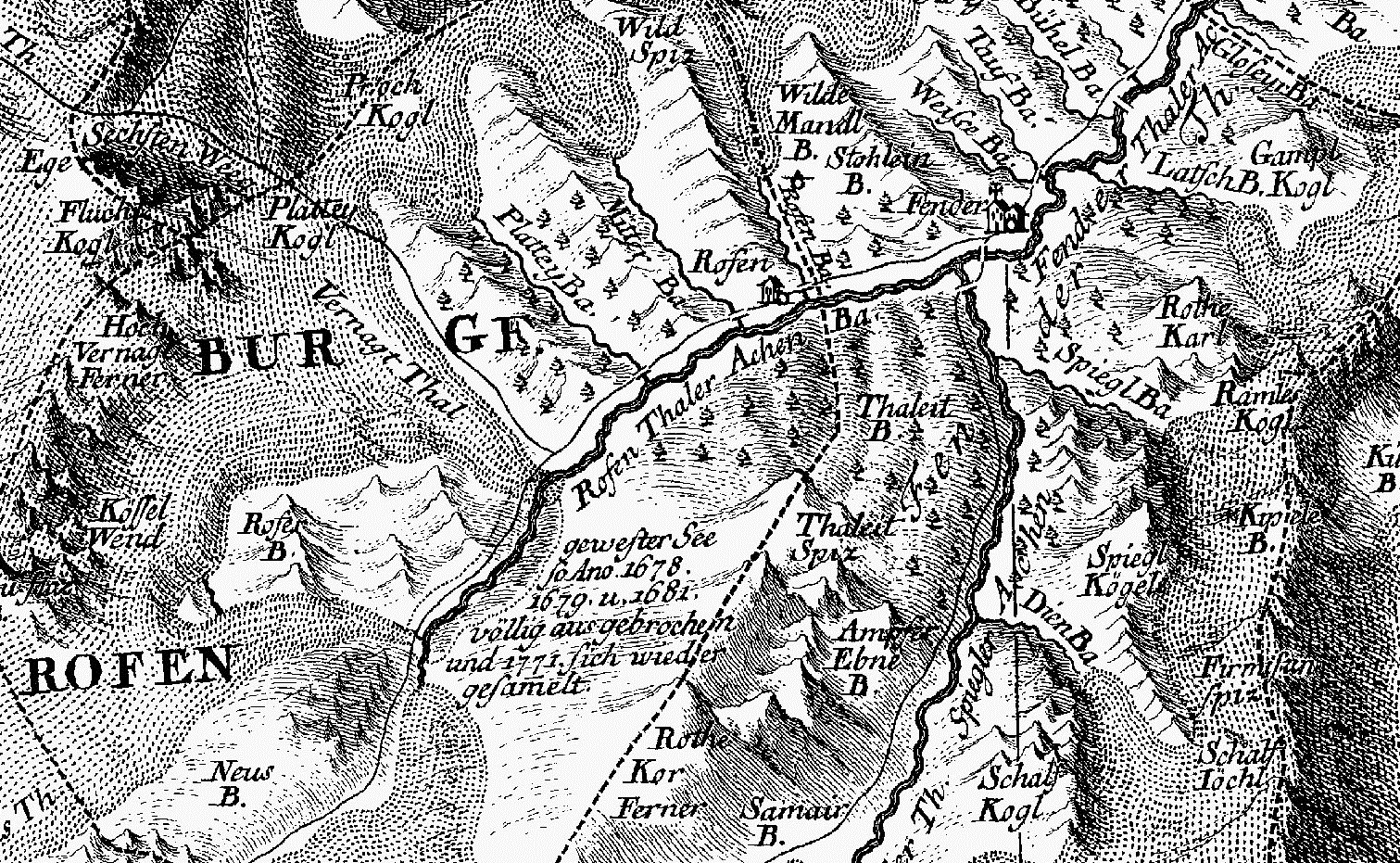
Lage (Punktlinie) des Rofener Eissees („gewester See so Ano 1678. 1679. u. 1681. …“) im Atlas Tyrolensis (1774)

Der Rofener Eissee war ein in der Vergangenheit mehrmals aufgetretener Eisstausee in den Ötztaler Alpen in Tirol, der durch den Vorstoß des Vernagtferners ins Rofental verursacht wurde. Bei seinen Ausbrüchen richtete er verheerende Schäden bis ins Inntal an.

## Bildung des Eissees
Der in etwa in Nord-Süd-Richtung verlaufende Vernagtferner, der heute einige Kilometer oberhalb des quer verlaufenden Rofentals endet, stieß in der Kleinen Eiszeit mehrmals sehr rasch bis zum Talboden vor. Dabei staute er sich an der Zwerchwand an der gegenüberliegenden Seite des Rofentals und versperrte der vom Hintereis- und Hochjochferner kommenden Rofenache den Weg, die dahinter einen See bildete. Dieser konnte mehr als 2 km lang sein und ein Volumen von über 10 Millionen m³ aufweisen. Der Damm bestand, anders als beim Gurgler Eissee, nicht aus einem kompakten Eiskörper, sondern aus lose übereinandergehäuften Eisblöcken (Séracs), in die die Zunge des Vernagtferners aufgrund der hohen Fließgeschwindigkeit zerrissen worden war. Der Eissee floss oft gefahrlos unter oder über dem Eisdamm ab, manchmal kam es jedoch unter dem Druck der Wassermassen zum spontanen Bruch des Damms, wodurch sich eine große Flutwelle durch das Rofental und in weiterer Folge durch das Venter Tal und das Ötztal bis ins Inntal ergoss und verheerende Zerstörungen anrichtete. Auch wenn dabei kaum Menschen direkt ums Leben kamen, fiel auf den verwüsteten Feldern die Ernte aus und es kam zu Hungersnöten. 

## Chronik
Vom 17. bis zum 19. Jahrhundert gab es vier dokumentierte Perioden, in denen es zur Bildung des Eissees kam. Auch um 1300 hat der Vernagtferner geologischen Befunden zufolge das Rofental erreicht, von einem Eissee ist allerdings nichts überliefert. In den Jahren 1820 bis 1822 stieß der Vernagtferner bis knapp an die Rofenache vor, ohne ihren Abfluss zu behindern.
Der See bildete sich jeweils während drei bis fünf aufeinanderfolgender Jahre, danach hatte sich der Vernagtferner wieder so weit zurückgezogen, dass er die Rofenache nicht mehr aufstauen konnte. Die Reste des Dammes überdauerten jedoch jedes Mal noch viele Jahre als Toteis.

### 1599–1601

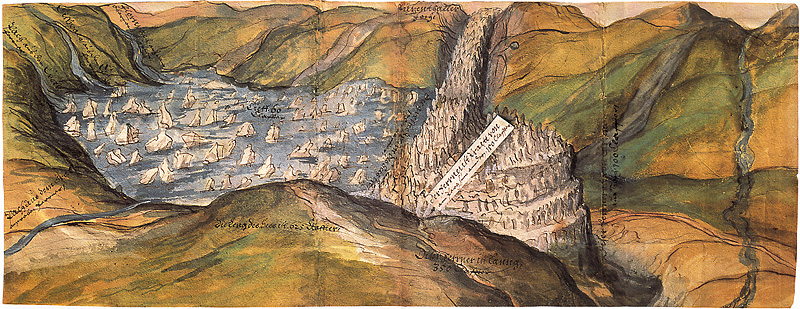
Der Rofener Eissee im Jahr 1601. Aquarellierte Federzeichnung von Abraham Jäger

Die früheste bekannte Aufzeichnung stammt aus der Zeit um 1600. Seit 1595 war die Zunge des Vernagtferners stark gewachsen, 1599 erreichte sie das Rofental und der Eissee begann sich zu bilden. Am 20. Juli 1600 kam es zu einem Ausbruch, der das Ötztal überflutete und das Längenfelder Becken in einen See verwandelte. Anschließend füllte sich der See wieder, um sich im Sommer 1601, ohne Schäden anzurichten, zu entleeren. Die Aquarellzeichnung des Rofener Eissees, wie er sich im Juli 1601 zeigte, ist die älteste bekannte Darstellung eines Alpengletschers. Bei aller zeitbedingten phantasievollen Darstellung sind doch etliche Details, wie die auf dem See treibenden Eisberge, realistisch wiedergegeben. Damals lag der Seespiegel auf einer Höhe von rund 2260 m, der Eisdamm reichte an der Zwerchwand bis auf 2275 bis 2285 m. Der See war rund 1,7 km lang, 400 m breit und hatte ein Volumen von rund 11 Millionen m³.

### 1677–1681
Im Jahr 1676 wird von einem neuerlichen Vorstoß des Gletschers berichtet, im November 1677 erreichte der Vernagtferner die Zwerchwand und unterbrach die Rofenache. In diesen Jahren soll der See eine Länge von bis zu 2,3 km erreicht haben, was einer Seespiegelhöhe von etwa 2290 m entsprechen würde. In den Sommern 1679 und 1681 entleerte sich der See langsam, ohne größere Schäden anzurichten, am 16. Juli 1678 und am 14. Juni 1680 kam es zu spontanen Ausbrüchen.
Der Ausbruch vom 16. Juli 1678 gilt als der katastrophalste aller Ausbrüche. Das damals gestaute Volumen wurde zu 10 Millionen m³ geschätzt. Im gesamten Ötztal kam es zu großen Zerstörungen, in Sölden wurden Häuser und Stege, in Huben fast alle Häuser und die Kirche zerstört. Bei Huben grub sich die Ötztaler Ache ein neues Bett mit vielen Windungen. Auch im weiteren Verlauf wurden Brücken und Häuser zerstört und Vieh vernichtet, ein Kind kam ums Leben. Dieser Ausbruch fiel mit einem Ausbruch des Fischbachs bei Längenfeld zusammen, wodurch das untere Ötztal und das Inntal besonders stark betroffen waren. Für den Ausbruch zusammen mit dem Fischbach wurde ein herumziehender Bursche, Thomann Jöchl aus dem Zillertal, verantwortlich gemacht, der 1679 bei einem Prozess in Meran mit zwölf anderen Angeklagten als „Hexenmeister“ verurteilt und hingerichtet wurde. 
Am 14. Juni 1680 gab es wiederum einen verheerenden Ausbruch mit erneut schweren Verwüstungen im Ötztal, selbst auf der Donau sollen noch Eisblöcke gesichtet worden sein. Anfang Juli 1681 lag der Seespiegel auf rund 2280 m, durch Aushacken einer Rinne an der Zwerchwand konnte der Wasserstand auf rund 2170 m gesenkt und ein schadloses Ausrinnen des Sees ermöglicht werden.

### 1771–1774

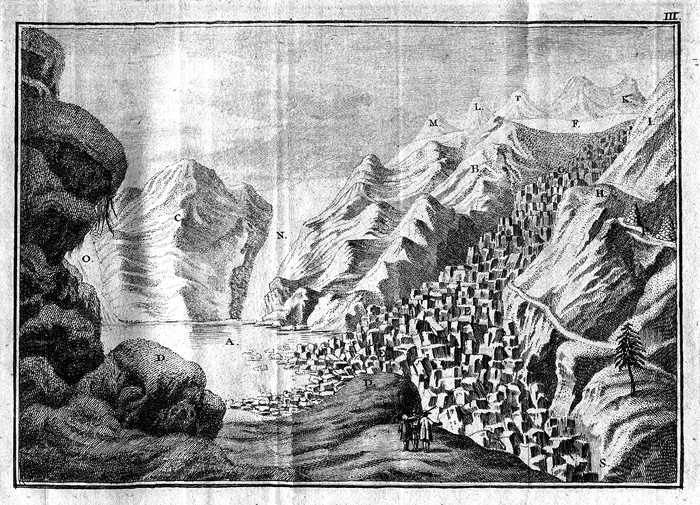
Der Rofener Eissee im Jahr 1772. Kupferstich in Joseph Walchers Nachrichten von den Eisbergen in Tyrol

Obwohl die Zunge des Vernagtferners schon bis ins Rofental reichte, floss die Rofenache im Sommer 1771 noch ungehindert ab. In den ersten Oktobertagen begann die Bildung des neuen Stausees, der am 27. Oktober bereits eine Länge von 400 m, am 16. November von rund 750 m erreichte. Am 16. August 1772 war der Damm über 100 m hoch, der See war rund 1300 m lang, 280 m breit und geschätzte 60 m tief. Der See fand jedoch zwischen Zwerchwand und Eisdamm einen Ausgang und floss um Weihnachten 1772 sowie am 12. und 23. Juli 1773 ohne Schäden anzurichten langsam aus. Ab Neujahr 1774 stieg der Seespiegel wieder an und der See erreichte den Hintereisferner. Ab dem 26. Juni begann der See sich langsam zu entleeren, bis sich am 4. Juli der Vorgang beschleunigte und der Großteil des gestauten Wassers innerhalb von 12 Stunden abfloss. 
Von Mitte August bis Mitte September 1772 wurde der Eissee von Joseph Walcher aus Wien eingehend studiert. In seinem 1773 erschienenen Buch Nachrichten von den Eisbergen in Tyrol sammelt er Hinweise über die früheren Ausbrüche, beschreibt die Phänomene und diskutiert verschiedene Hilfsmaßnahmen. Das Buch enthält auch einen Kupferstich mit der Darstellung der Situation im Sommer 1772. Er zeigt die Ausdehnung des Sees bis zur Zunge des Hintereisferners und die in Séracs zerbrochene Zunge des Vernagtferners.
Auch im Atlas Tyrolensis von Peter Anich und Blasius Hueber findet sich der Eissee als „gewester See so Ano 1678. 1679. u. 1681 völlig ausgebrochen und 1771. wieder gesamelt“ eingezeichnet. Diese Eintragung stammt vermutlich von der 1771 ins Rofental entsandten Kommission, die eine Kopie der Anich-Karte mithatte.

### 1845–1848
Im Jahr 1845 begann sich der See erneut zu bilden. Während er sich im Sommer 1846 langsam entleerte, kam es am 14. Juni 1845, am 18. Mai 1847 und am 13. Juni 1848 zu verheerenden Ausbrüchen. In diesen Jahren war der Eissee über 1200 m lang, etwa 260 m breit und bis 90 m tief. Das Volumen beim Ausbruch 1847 wird auf 10 Millionen m³ geschätzt.
Der Ausbruch 1845 erfolgte zunächst langsam, dann entleerten sich 1,3 Millionen m³ Wasser innerhalb einer Stunde mit katastrophalen Folgen. Zwischen Vent und Umhausen wurden 18 Brücken, in Sölden und Huben mehrere Häuser zerstört. In Vent soll die Flutwelle 10 m hoch gewesen sein, im gut 100 km flussabwärts gelegenen Innsbruck stieg neun Stunden nach dem Ausbruch der Innpegel um 60 cm, der Platz vor dem Goldenen Dachl stand unter Wasser. 1846 reiste Erzherzog Johann im Auftrag des Kaisers ins Ötztal, um sich vor Ort ein Bild von den Schäden zu machen.
Seit 1848 hat sich der Rofener Eissee aufgrund des Rückgangs des Vernagtferners nicht mehr gebildet.

## Erforschung und Maßnahmen
Wegen der Gefahr des Ausbruchs bestand schon früh großes Interesse am Eissee und den Umständen seiner Entstehung. Die Bildung und der Ausbruch des Eissees wurden seit dem 17. Jahrhundert ausgiebig untersucht und dokumentiert. Die Darstellung von 1601 ist die älteste bekannte Darstellung eines Alpengletschers, das Buch von Joseph Walcher eine der ersten wissenschaftlichen Abhandlungen über Gletscher. Heute liefern diese Aufzeichnungen wertvolle Hinweise über das Wachsen und Zurückziehen der Gletscher, das auch von der lokalen Bevölkerung genau beobachtet wurde. Schon 1773 wurde erkannt, dass die Bildung eines Eissees nur dann drohte, wenn der Vernagtferner und der in ihn einmündende Guslarferner zugleich vorstießen.
Die Bevölkerung und auch die Behörden standen den Ausbrüchen weitgehend hilflos gegenüber. Um die Gefahr abzuwenden, wurden Bittgänge und Wallfahrten, insbesondere auch durch Kinder, abgehalten und zeitweise täglich am Rand des Gletschers eine Messe gelesen. Wie viele andere Naturkatastrophen dieser Zeit wurde der Ausbruch von 1678 einem „Wettermacher“ zugeschrieben, der zusammen mit anderen „Hexenmeistern“ hingerichtet wurde.
Schon früh machte man sich aber auch Gedanken, das Wasser gefahrlos aus dem See abzuleiten. So wurde, zum Teil mit Erfolg, versucht, Gräben für den Abfluss in die Eismassen zu hauen. Zu weiteren Vorschlägen zählte das Durchbohren des Dammes mit einem Bohrer, das Sprengen des Dammes mit einer Mine oder das Beschießen mit Kanonen. Auch die Errichtung einer Klause im Venter Tal wurde überlegt, ebenso wie der Bau eines Stollens durch die Zwerchwand, der auch bei zukünftigen Absperrungen einen Abfluss ermöglichen könnte. Joseph Walcher erörterte in seinem Buch alle diese Möglichkeiten und verwarf die meisten als zu gefährlich, undurchführbar oder wirkungslos.